# Bold Ruler
Bold Ruler, född 6 april 1954, död 11 juli 1971, var en amerikansk galopphäst som bland annat valdes in i galoppsportens Hall of Fame efter sin död. Bold Ruler är även känd för att vara far till en av de största galopphästarna genom tiderna, Secretariat, samt elva andra championhästar. 1957 blev Bold Ruler 3-årig champion, Champion Sprinter och American Horse of the Year. 

## Historia
Bold Ruler föddes på Wheatley Stable, som ägdes av Gladys Mill Phipps, 1954. Bold Ruler var efter hingsten Nashrullah och undan stoet Miss Disco. Bold Ruler tränades av James "Sunny Jim" Fitzsimmons, samma tränare som först hade hand om Seabiscuit, och reds av jockeyn Eddie Arcaro. 
Som tvååring vann Bold Ruler 1957 års upplaga av Flamingo Stakes och satte då nytt banrekord. Sedan fortsatte han med att vinna Wood Memorial Stakes. I Kentucky Derby, det första av de tre löpen inför Triple Crown, startade han som tung 6:5-favorit men han vacklade på upploppet och gick i mål som fyra. Vann gjorde högoddsaren Iron Liege. I det andra löpet, Preakness Stakes, återtog han ledningen och segrade, men han slutade trea i det tredje loppet, Belmont Stakes. Han fortsatte att vinna andra viktiga löp och utsågs bland annat till American Horse of the Year för att ha vunnit 11 av 16 starter.
Efter en kort säsong som fyraåring pensionerades Bold Ruler som avelshingst på Claiborne Farm, där han blev far till elva champions inkluderat två andra Hall of Fame-hästar, nämligen Gamely och Secretariat. Att Bold Ruler skulle bli den hingst som till slut skulle bli far till Secretariat kom till genom en slantsingling år 1968 mellan ägaren Chenery och hästuppfödaren Phibbs. Bland Bold Rulers barnbarn märks Bold Forbes, Honest Pleasure och inte minst Hall of fame-stona Ruffian och Bold 'n Determinated samt Spectacular Bid. Han var ledande avelshingst i Nordamerika sju raka år mellan 1963 och 1969. 
Bold Ruler dog av cancer på Claiborne Farm i juli 1971 och är begravd på gården. 1973 blev han postumt invald i National Museum of Racing and Hall of Fame. Han har plats 19 på tidningen Blood-Horses topplista över 1900-talets hundra bästa amerikanska fullblods-tävlingshästar.

## Stamtavla
| Efter Nasrullah Brun, 1940  | Nearco 1935       | Pharos 1920       | Phalaris, 1913       |
| Efter Nasrullah Brun, 1940  | Nearco 1935       | Pharos 1920       | Scapa Flow, 1914     |
| Efter Nasrullah Brun, 1940  | Nearco 1935       | Nogara 1928       | Havresac, 1915       |
| Efter Nasrullah Brun, 1940  | Nearco 1935       | Nogara 1928       | Catnip, 1910         |
| Efter Nasrullah Brun, 1940  | Mumtaz Begum 1932 | Blenheim II 1927  | Blandford, 1919      |
| Efter Nasrullah Brun, 1940  | Mumtaz Begum 1932 | Blenheim II 1927  | Malva, 1919          |
| Efter Nasrullah Brun, 1940  | Mumtaz Begum 1932 | Mumtaz Mahal 1921 | The Tetrarch, 1911   |
| Efter Nasrullah Brun, 1940  | Mumtaz Begum 1932 | Mumtaz Mahal 1921 | Lady Josephine, 1912 |
| Undan Miss Disco Brun, 1944 | Discovery 1931    | Display 1923      | Fair Play, 1905      |
| Undan Miss Disco Brun, 1944 | Discovery 1931    | Display 1923      | Cicuta, 1919         |
| Undan Miss Disco Brun, 1944 | Discovery 1931    | Ariadne 1926      | Light Brigade, 1910  |
| Undan Miss Disco Brun, 1944 | Discovery 1931    | Ariadne 1926      | Adrienne, 1919       |
| Undan Miss Disco Brun, 1944 | Outdone 1936      | Pompey 1923       | Sun Briar, 1915      |
| Undan Miss Disco Brun, 1944 | Outdone 1936      | Pompey 1923       | Cleopatra, 1917      |
| Undan Miss Disco Brun, 1944 | Outdone 1936      | Sweep Out 1926    | Sweep On, 1916       |
| Undan Miss Disco Brun, 1944 | Outdone 1936      | Sweep Out 1926    | Dugout, 1922         |